# Frans Sigmans
Frans Sigmans (Bakel, 19 juni 1947 – Bakel, 3 maart 2005) was een Nederlandse motorcrosser.
Franske Sigmans, zoals hij vooral in zijn beginjaren genoemd werd, begon in 1963 met de wedstrijdsport en sloot deze 25 jaar later af in 1988. In deze periode behaalde hij in totaal 5 Nederlandse titels. Zijn eerste titel behaalde hij in 1964 in de klasse 50cc junioren.
In de 250cc klasse werd hij twee keer Nederlands kampioen (1967 en 1968) en een keer in de 500cc klasse (1975). Op de wereldkampioenschappen 500cc werd hij in 1973 13e,1974 12e,1975 12e en 1976 13e.
Zijn grootste bekendheid kreeg hij door het twee keer winnen van de Motocross der Azen in 1967 en 1968. Hij wekte veel sympathie door zijn verfijnde technische en sportieve rijstijl bij publiek en collega-coureurs. Zijn 25 jaar durende crosscarrière sloot hij in stijl af in 1988 door op 41-jarige leeftijd het kampioenschap te behalen in de viertakt klasse. Hierna richtte hij zich op zijn tweewielerhandel in Bakel.
Hij overleed op 57-jarige leeftijd ten gevolge van een hartstilstand.